# Kleidocerys dimidiatus
Kleidocerys dimidiatus är en insektsart som beskrevs av Barber 1953. Kleidocerys dimidiatus ingår i släktet Kleidocerys och familjen fröskinnbaggar. Inga underarter finns listade i Catalogue of Life.